# Амба-Алаге
Амба-Алаге — гора или амба на севере Эфиопии. Расположена в регионе Тыграй. Из-за своего стратегического расположения, гора была местом нескольких сражений.

## История
Первое упоминание о горе находится в хронике императора Баеда Марьям (1468—1478), который лично руководил экспедицией против одного из народов, которые жили вокруг Амба-Алаге.
Была построена дорога от побережья на юг посёлка Амба-Марьям во время Англо-эфиопской войны. Чуть позже, горы стали ареной битвы.
7 декабря 1895 года во время Первой итало-эфиопской войны при Амба-Алаге войска Эфиопии нанесли Италии первое поражение.